# Poa marshallii
Poa marshallii là một loài cỏ trong họ hòa thảo, thuộc chi poa.